# Диаметральная плоскость судна

Основные размерения судна. Диаметральная плоскость обозначена ℄

Диаметральная плоскость — в теории корабля вертикальная продольная плоскость, представляющая плоскость симметрии корабля (судна). Диаметральная плоскость проходит через всю длину судна и делит его на две симметричные части. Входит в число основных точек, линий и плоскостей теоретического чертежа. Задаёт направление для отсчёта горизонтальных углов в системе координат, привязанной к судну. 
В диаметральной плоскости лежат продольная ось (X, она же основная линия) и вертикальная ось (Z) той же системы координат.
Английским эквивалентом диаметральной плоскости является термин англ. Centerline.